# Seigneurie d'Antaya
Antaya (ou D'Orvilliers) est une ancienne seigneurie du Québec concédée à Philippe Gaultier de Comporté en 1672. Son territoire fait partie de Sainte-Geneviève-de-Berthier depuis l'abolition du régime seigneurial en 1854.

## Géographie
Située sur la rive nord du fleuve Saint-Laurent, à l'entrée du lac Saint-Pierre, entre les seigneuries de Berthier et D'Autray. En 1791, elle appartenait à J. Janton dit Dauphiné et était sous l'autorité du gouverneur de Montréal.

## Histoire
En avril 1660, François Pelletier maria l'amérindienne montagnaise Dorothée la Sauvagesse, dans la région de Tadoussac. À la suite du décès de celle-ci, François épousa 26 septembre 1661 à Sillery, Marguerite Madeleine Morisseau. Avec le temps, son nom devint « François Pelletier Antaya » et plusieurs familles québécoises portent aujourd'hui ce nom de famille.